# Бонифаций от Болон
Бонифаций (III) (на италиански: Bonifacio III di Toscana, † 1011 или 1012) е граф на Болоня и маркграф на Тоскана като Бонифаций III от 1002 до смъртта си, вероятно през 1011 г.

## Биография
Той е син на Адалберт, граф на Болоня, и съпругата му Бертила.
Бонифаций последва баща си като граф на Болоня и през 1002 г. става маркграф на Тоскана. През 1007 г. той създава абатството Фонте Таона. Неговият син Хуго е херцог на Сполето.